# Babia tetraspilota
Babia tetraspilota är en skalbaggsart som beskrevs av J. L. Leconte 1858. Babia tetraspilota ingår i släktet Babia och familjen bladbaggar.

## Underarter
Arten delas in i följande underarter:
- B. t. tetraspilota
- B. t. tenuis
- B. t. texana